# 特里盖尔
特里盖尔（法語：Triguères，法語發音：[tʁiɡɛʁ]）是法国卢瓦雷省的一个市镇，位于该省东部，属于蒙塔日区。

## 地理
特里盖尔（47°56'22"N, 2°58'52"E）面积35.78 平方千米，位于法国中央-卢瓦尔河谷大区卢瓦雷省，该省份为法国中北部省份，北起埃松省，西北接厄尔-卢瓦省，西南接卢瓦-谢尔省，南至涅夫勒省和谢尔省，东临约讷省，东北接塞纳-马恩省。
与特里盖尔接壤的市镇（或旧市镇、城区）包括：许埃勒、勒纳尔堡、库特奈、杜希-蒙科尔邦、梅勒鲁瓦、沙尔尼奥雷德皮赛、杜希。

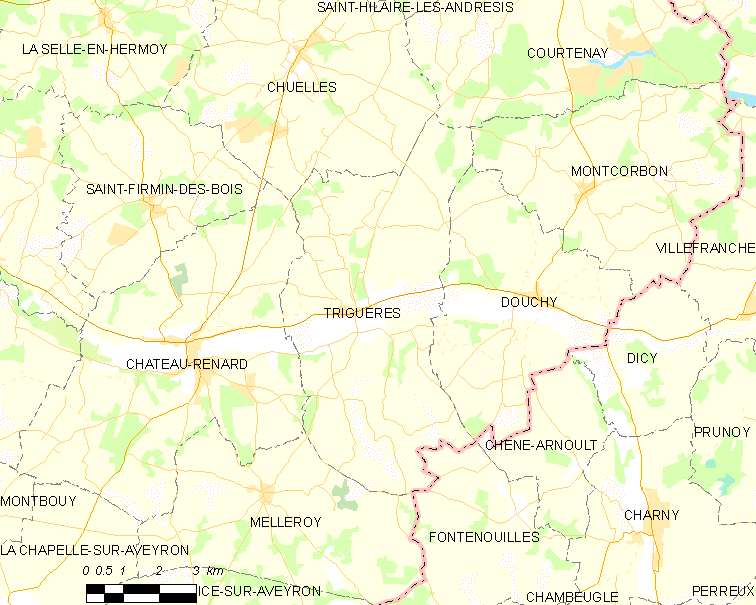
特里盖尔的OSM定位图

特里盖尔的时区为UTC+01:00、UTC+02:00（夏令时）。

## 行政
特里盖尔的邮政编码为45220，INSEE市镇编码为45329。

## 政治
特里盖尔所属的省级选区为库特奈县。

## 人口

1962-2008年间特里盖尔人口变化图示

特里盖尔于2022年1月1日时的人口数量为1267人。